# Carlo Oriani
Carlo Oriani (5 de novembro de 1888, Cinisello Balsamo - 3 de dezembro de 1917, Caserta) foi um ciclista profissional italiano. Atuou profissionalmente entre os anos de 1908 a 1915.
Foi o vencedor do Giro d'Italia em 1913 . Venceu também a prova de estrada "Giro di Lombardia" (Itália) em 1912.